# Storia di una capinera (película de 1993)
Storia di una capinera es una película italiana de 1993, basada en la novela homónima de Giovanni Verga escrita en Milán en el año 1871 y traducida como Sparrow (inglés), Mémoire d'un sourire (francés), Historia de una alondra y La novicia (español). Protagonizada por Angela Marie Bettis para la que supuso su debut, Vanessa Redgrave y Johnathon Schaech y dirigida por Franco Zeffirelli, que había llegado a trabajar con actores ingleses en Italia, se filmó en Sicilia, sur de Italia.

## Historia
Era la época antigua en Italia, en las tierras de Catania,  donde estaba María Vizzini, una estudiante en un convento de monjas, que su futuro era ser monja. Ella tenía mucho respeto y creencias religiosas, por lo tanto, es enviada de nuevo a su casa, por la razón en que la zona en donde se encontraban, estaba afectada por el cólera. María vuelve a su casa, y conoce a Nino Valentini, un joven apuesto, en el cual ella se enamora de él a primera vista. María se hace amiga de un perro guardián, en el cual ella lo saca a caminar, pero el perro corre hasta un manantial donde varios niños y jóvenes se mojaban en el agua, María contenta y feliz hasta que se da cuenta de que todos ellos estaban desnudos incluyendo a Nino quien también se encontraba en el manantial, ella se retira.
Más tarde, en una fiesta, María baila con Nino, siendo la primera vez que ella baila, sin embargo, unas mujeres que tocaban el piano, la obligan a cantar ante todos, una canción, María se niega pero al final termina aceptando. María canta una canción que había aprendido en el convento de monjas, mientras los invitados de las fiestas murmuraban que no estaban en una iglesia y no había ningún funeral. Nino se retira de la fiesta, lo cual le pareció aburrida, María lo sigue y ambos deciden hablar sobre su futuro. Mientras platicaban, Nino le confiesa su amor a María, aunque ella no tiene ninguna respuesta, sabiendo que su destino será ser monja y solo dedicarse al servicio de Dios. Nino llega a casa de María en medio de una tormenta, este golpea su ventana y grita que la aman, María termina llorando y pidiéndole a Dios en no caer en una tentación.
Después de tantos problemas, María regresa al convento de monjas, donde es maltratada por varias hermanas e incluso el padre de la iglesia. Al pasar el tiempo, Nino ya termina la universidad, y este mantenía una relación personal con Giuditta, y muy pronto tendrían que casarse. María vive atormentada en el convento, pero ya toda una monja. Nino y Giuditta se casan en la iglesia, y María queda triste y llorando, porque se dio cuenta de que también lo ama y no pudo olvidarlo desde entonces.
María vive atormentada en el convento, pues no puede olvidar a Nino, y ella desobedece a la palabra de Dios, lo que hace que ella misma se castigue pegándose sola con un látigo en la espalda. Así entonces, María huye del convento hacia la casa de Nino y Giuditta, buscando ayuda y suplicando que no la regresen al convento. Entonces, María asustada comienza a imaginarse que terminara como Ágata, una monja que la tienen encerrada en el convento. Nino habla con María y le explica que el anteriormente le declaró su amor, pero ella se negó diciéndole que su destino era ser monja. María esta decidida a volver al convento, y reconoce que ese es el sitio donde debería estar siempre, servir y acercarse a Dios.

## Elenco
- Angela Marie Bettis como María Vizzini.
- Johnathon Schaech como Nino Valentini.
- Vanessa Redgrave como Sor Ágata.
- Frank Finlay como Padre Nunzio.
- Valentina Cortese como Madre Superiora.
- John Castle como Giuseppe.
- Sinéad Cusack como Matilde.
- Mia Fothergil como Giuditta.
- Pat Heywood como Sor Teresa.
- Andrea Cessar como Gigi.
- Sara-Jane Alexander como Anetta.
- Janet Maw como Tecia.
- Denis Quilley como Baron Cesarò.
- Annabel Ryan como Filomena.
- Sheherazade Ventura como Marianna.

## Premios y nominaciones de la película
| Premio                      | Categoría       | Nominado(a)       | Resultado |
| --------------------------- | --------------- | ----------------- | --------- |
| Festival de Cine de Gramado | Mejor película  | Franco Zeffirelli | Nominado  |
| Premio David de Donatello   | Mejor vestuario | Piero Tosi        | Ganador   |
| Nastro d'argento            | Mejor vestuario | Piero Tosi        | Ganador   |

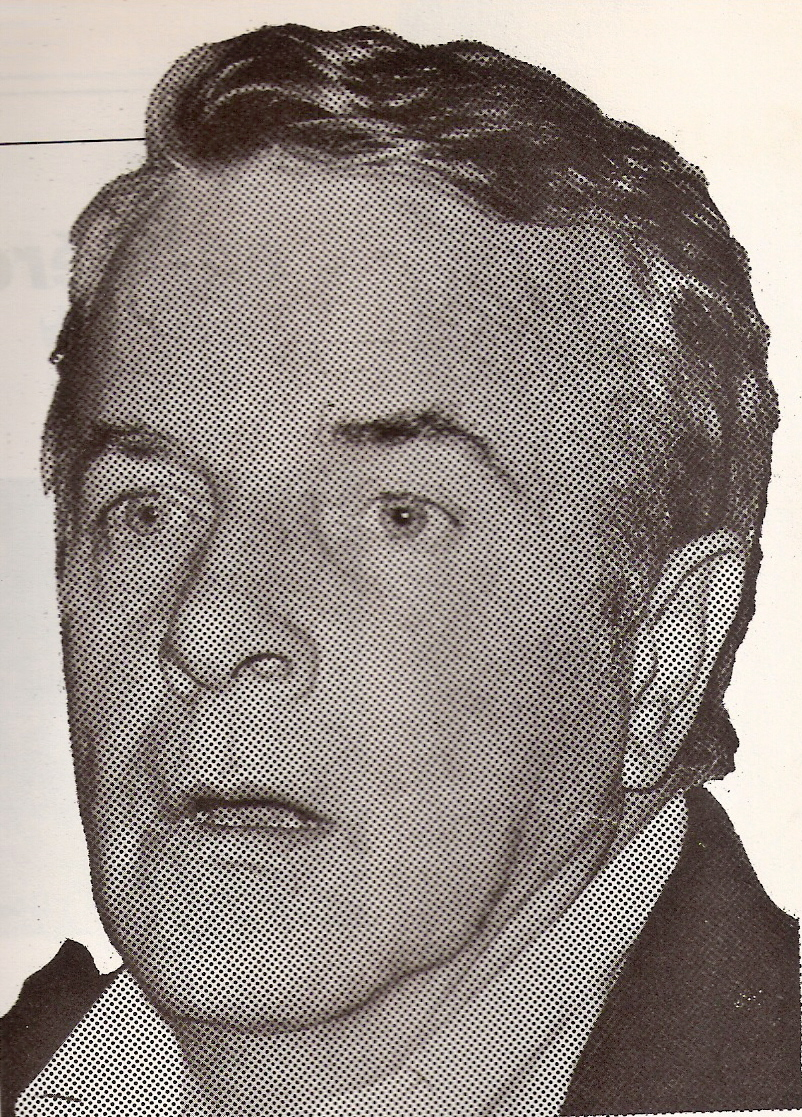
Franco Zeffirelli, director de la película
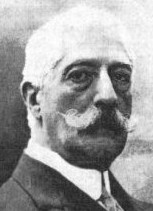
Giovanni Verga, autor de la novela, basada en su libro
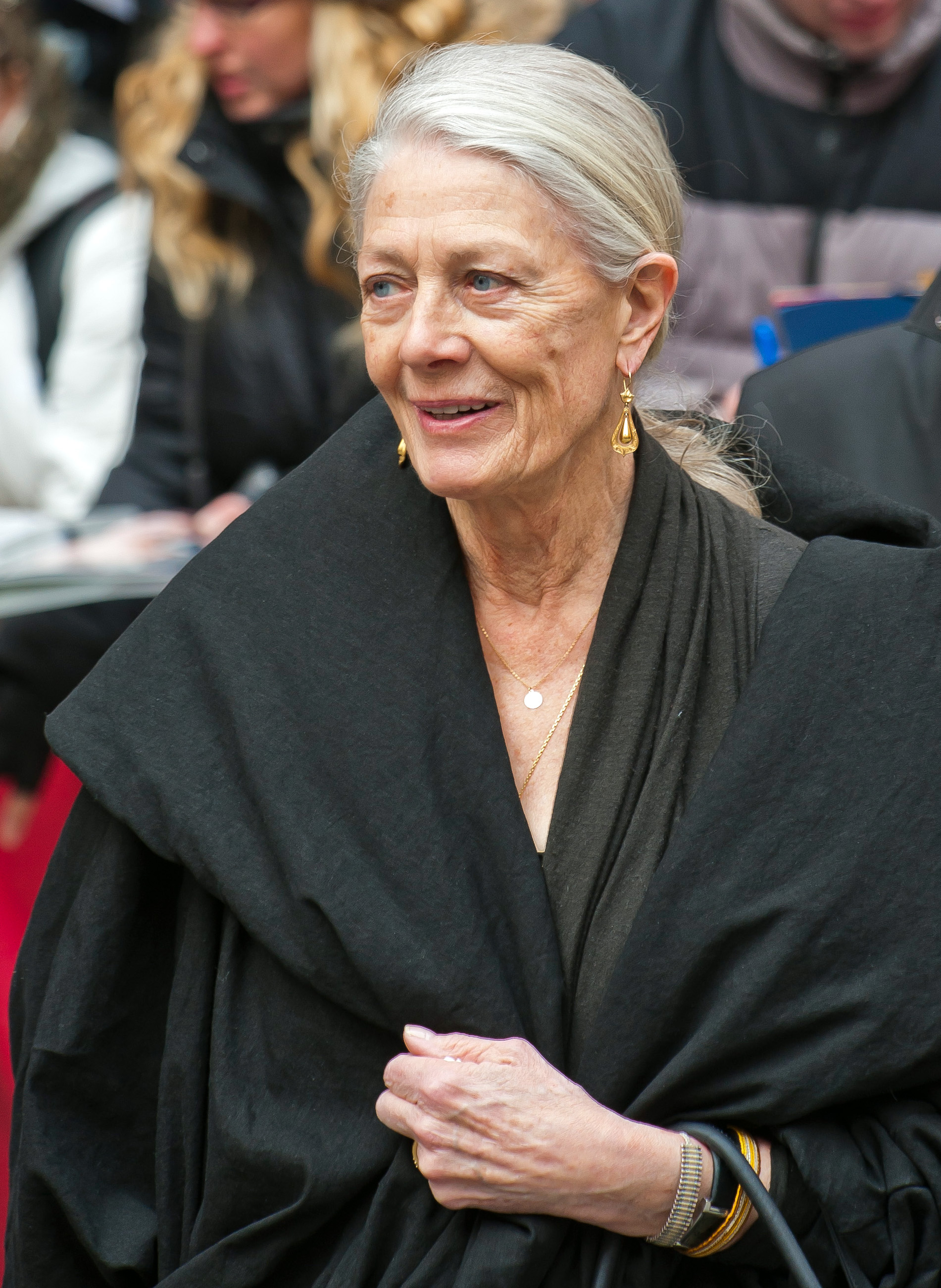
Vanessa Redgrave, interpreta a Ágata
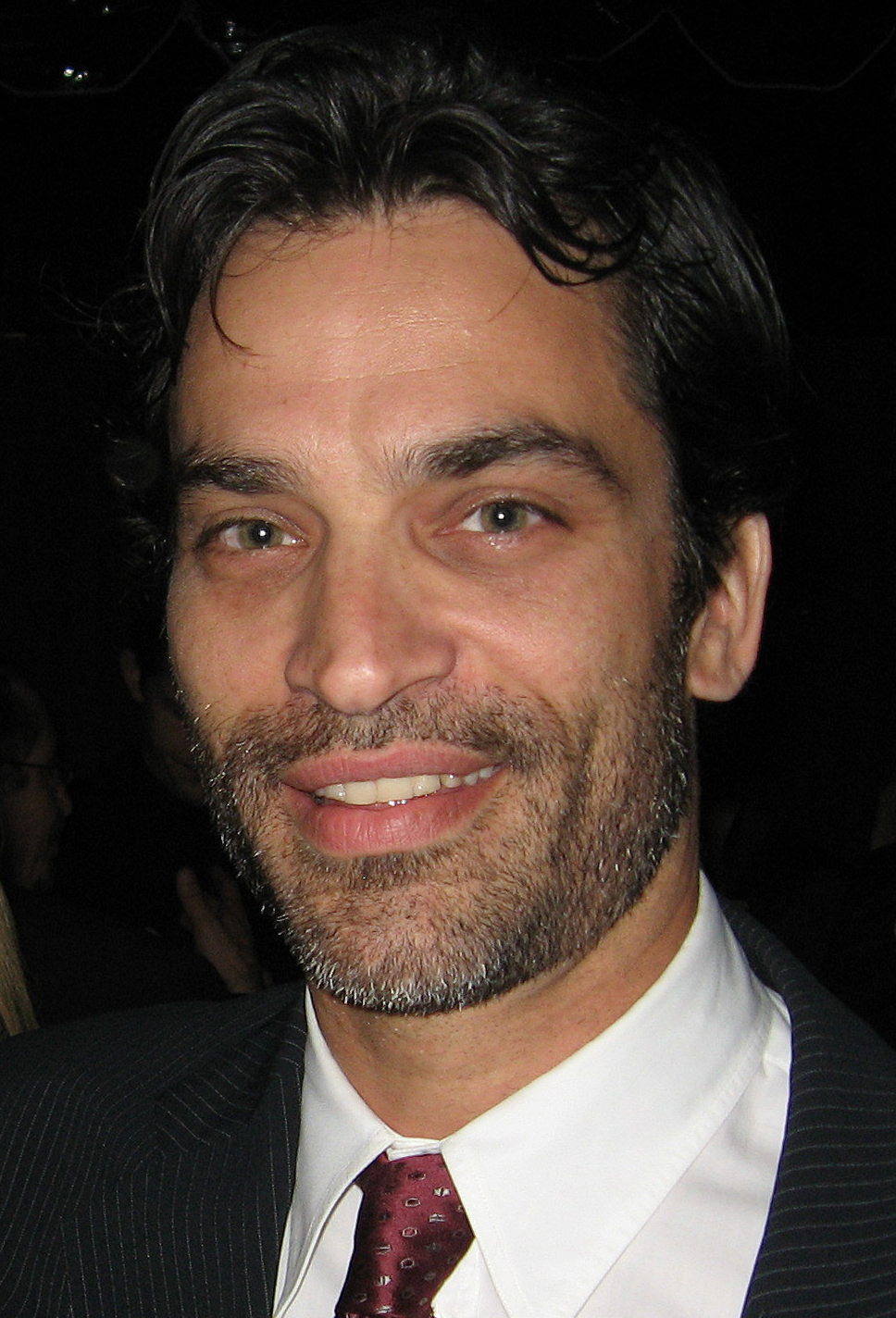
Johnathon Schaech, interpreta a Nino Valentini